# Ostróda (gmina wiejska)
Ostróda – gmina wiejska w Polsce położona w województwie warmińsko-mazurskim, w powiecie ostródzkim. W latach 1975–1998 gmina administracyjnie należała do województwa olsztyńskiego.
Siedziba gminy to Ostróda.
Według danych z 2013 roku gminę zamieszkiwało 15 821 osób. Natomiast według danych z 31 grudnia 2017 roku gminę zamieszkiwało 16 031 osób. Natomiast według danych z 31 grudnia 2019 roku gminę zamieszkiwało 16 114 osób.

## Struktura powierzchni
Według danych z roku 2002 gmina Ostróda ma obszar 401,06 km², w tym:
- użytki rolne: 54%
- użytki leśne: 29%

Gmina stanowi 22,72% powierzchni powiatu.

## Demografia

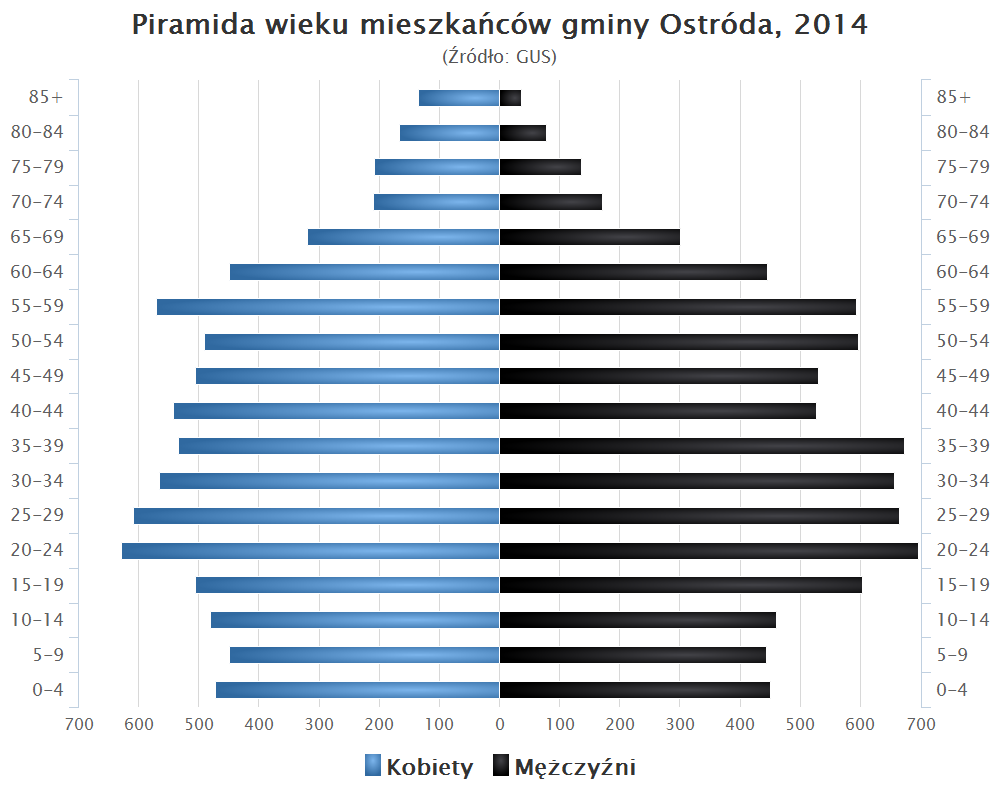
Piramida wieku mieszkańców gminy Ostróda w 2014 roku

Dane z 2013 roku:
| Opis                              | Ogółem | Ogółem | Kobiety | Kobiety | Mężczyźni | Mężczyźni |
| --------------------------------- | ------ | ------ | ------- | ------- | --------- | --------- |
| jednostka                         | osób   | %      | osób    | %       | osób      | %         |
| populacja                         | 15 821 | 100    | 7821    | 49,4    | 8000      | 50,6      |
| gęstość zaludnienia (mieszk./km²) | 38,4   | 38,4   | 19      | 19      | 19,4      | 19,4      |

## Herb Gminy
18 grudnia 1996 roku Rada Gminy uchwaliła Herb i flagę Gminy. Prace nad przygotowaniem projektu herbu rozpoczęły się w marcu 1996 roku wraz z podpisaniem przez gminę umowy z Centrum Heraldyki Polskiej w Warszawie.
"Na tarczy dwudzielnej w pas w polu górnym złotym wiewiórka czerwona między dwoma różami o łodygach zielonych; w polu dolnym czerwonym statek rzeczny (szkuta) złoty."
Uchwalony herb odwołuje do najstarszych tradycji Ziemi Ostródzkiej, a także do charakterystycznych cech topograficznych i walorów krajobrazowych regionu. Czerwona wiewiórka w złotym polu była herbem Jana Bażyńskiego najsłynniejszej postaci tej ziemi, od 1454 roku gubernatora Prus.
Dwie czerwone róże nawiązują do sekretnej pieczęci Jana Bażyńskiego. Złoty statek (szkuta) w czerwonym polu nawiązuje natomiast do unikatowego Kanału Ostródzko-Elbląskiego, który jest jednym z nielicznych czynnych na świecie szlaków wodnych opartych na technologii z końca XIX wieku.

## Zabytki
Na terenie gminy znajdują się następujące zabytki:
- Kanał Elbląski
- Cmentarz w Zajączkach - Założony w drugiej połowie XIX w. W centrum znajduje się kaplica grobowa rodziny Kramerów. Cmentarz jest jednym z najlepiej zachowanych obiektów tego typu w regionie[7].
- Kościół św. Apostołów Piotra i Pawła z XVIII w. w Durągu
- Kościół NMP z XVII w. w Dylewie
- Kościół ewangelicko metodystyczny z XV w. oraz Kościół Narodzenia NMP z początku XX w. w Glaznotach
- Kościół ewangelicki z XIX w. w Kraplewie
- Kościół Niepokalanego poczęcia NMP z XV w. w Ornowie
- Kościół św. Piotra w Okowach z XVII w. w Pietrzwałdzie
- Pałac z XIX w. w Klonowie - obecnie gospodarstwo agroturystyczne[8].
- Pałac eklektyczny z przełomu XIX i XX w. w Szyldaku
- Dwór klasycystyczny z XIX w. w Grabinie
- Dwór z początku XX w. w Kraplewie - obecnie pensjonat[9]
- Dwór pseudoklasycystyczny z drugiej połowy XIX w. w Lichtajnach

## Sołectwa
Bałcyny, Brzydowo, Durąg, Gierłoż, Giętlewo, Glaznoty, Grabin, Górka, Idzbark, Kajkowo, Kątno, Klonowo, Kraplewo, Lichtajny, Lipowo, Lubajny, Międzylesie, Morliny, Naprom, Nastajki, Ornowo, Ostrowin, Pietrzwałd, Reszki, Rudno, Ryn, Samborowo, Smykowo, Smykówko, Stare Jabłonki, Szyldak, Turznica, Tyrowo, Wałdowo, Wirwajdy, Wygoda, Wysoka Wieś, Zajączki, Zwierzewo.

## Pozostałe miejscowości
Bednarki, Buńki, Cibory, Ciemniak, Czarny Róg, Czerwona Karczma, Czyżówka, Gąski, Grabinek, Gruda, Jabłonka, Jankowiec, Janowo, Kaczeniec, Lesiak Lipowski, Lesiak Ostródzki, Lichtajny, Marciniaki, Marynowo, Miejska Wola, Idzbarski Młyn, Nowa Gierłoż, Nowe Siedlisko, Nowy Folwark, Pancerzyn, Pobórze, Podlesie, Prusowo, Przylądek, Ruś Mała, Ryńskie, Samborówko, Staszkowo, Szafranki, Szklarnia, Warlity Wielkie, Worniny, Wólka Durąska, Wólka Klonowska, Wólka Lichtajńska, Wyżnice, Zabłocie, Zawady Małe, Żuławki, Żurejny.

## Sąsiednie gminy
Dąbrówno, Gietrzwałd, Grunwald, Iława, Lubawa, Łukta, Miłomłyn, Olsztynek, Ostróda (miasto)